# Operazione dollari
Operazione dollari (Les femmes s'en balancent) è un film del 1954 diretto da Bernard Borderie.
Il film è basato sul personaggio di Lemmy Caution, creato da Peter Cheyney nei suoi libri.